# Piz Padella
Piz Padella je hora v pohoří Albula, které náleží do většího celku západních Rétských Alp. Je součástí souvislého podlouhlého masivu, samotný vrchol je spíše nenápadný. Vypíná se mezi obcemi Schlarigna a Samedan ve švýcarském kantonu Graubünden. Vrchol tvoří zhruba 10 metrů dlouhá a 3 metry široká skalní plošina a je zde umístěn ocelový kříž s vrcholovou knihou. Od masivu Piz dal Büz je oddělen sedlem Fuorcla Padella, od hlavního masivu Piz Ot pak společně i s Piz dal Büz sedlem Fuorcla Valleta. Za dobrých podmínek lze z vrcholu vidět zejména blízké vrcholy Piz Ot, Piz Nair a Piz Julier, ale i vzdálenější masiv nejvyššího albulského vrcholu Piz Kesch. Prominence hory je však zanedbatelná (zhruba 15 m), neboť sousední vrchol, Pizzatsch (2 884 m n. m.), se kterým Piz Padella sdílí sedlo, je vzdálen asi jen 400 m.

## Výstup
Na vrchol vedou 2 cesty, a to sice jižní a severovýchodní stěnou. Obě cesty jsou značeny červeně (dle zvyklostí švýcarského značení indikující průměrně náročný výstup) a jejich správu zajišťuje Švýcarský alpský klub. Obě cesty jsou relativně jednoduché a vhodné i pro začínající vysokohorské turisty, i tak jsou ale na obou trasách exponovanější úseky zajištěné řetězy a jediné možné problémy představují sněhová pole, která však v letních měsících nebývají nikterak velká, či se vůbec nevyskytují. Jižní stěnou zabere výstup z obce Samedan asi 4 hodiny, výstup severovýchodní stěnou z vlakové zastávky Spinas asi 2 hodiny. Severní stěna je však mírně exponovanější, převýšení je takřka totožné. V zimě je možno zdolat vrchol na skialpech severovýchodní stěnou a cesta trvá přibližně 3 hodiny.